# Оконечникова
Оконечникова — деревня в Катайском районе Курганской области. Входит в состав Ушаковского сельсовета.

## География
Деревня Оконечникова расположена на левом берегу реки Исети, в 10 километрах (в 13 километрах по автодороге) к западу от районного центра города Катайска, в 231 километре (в 252 километрах по автодороге) к северо-западу от областного центра города Кургана.
Часовой пояс
Оконечникова, как и вся Курганская область, находится в часовой зоне МСК+2. Смещение применяемого времени относительно UTC составляет +5:00.

## История
В 1834 году деревня Оконишникова входила в Катайскую волость Камышловского уезда Пермской губернии.
До Революции деревня Окольничникова (Оконишникова) входила в состав Никитинской волости Камышловского уезда Пермской губернии. 
В июле 1918 года установлена белогвардейская власть. В июле 1919 года установлена советская власть.
В годы советской власти жители работали в колхозе «Заветы Ленина».

## Население
| 1869 | 1904 | 1920 | 1926 | 1989 | 2002 | 2010 |
| ---- | ---- | ---- | ---- | ---- | ---- | ---- |
| 505  | ↗883 | ↘873 | ↗940 | ↘138 | ↘108 | ↘88  |

Национальный состав
- По данным переписи населения 2002 года, в деревне проживало 108 человек, из них русские — 92 %.
- По данным переписи 1926 года, в деревне Окольничникова (Оконишникова) проживало 940 человек, все русские.

## Инфраструктура
В двух километрах севернее деревни Оконечниковой проходит Колчеданский тракт — часть трассы Р354 (Екатеринбург — Курган). Автомобильного моста через реку Исеть в деревне нет.